# Quinhagak
Quinhagak ('kwɪn ə hɑk) ist ein Dorf im US-Bundesstaat Alaska im Bethel Census Area, das den Status einer City besitzt. Das Dorf Quinhagak liegt an der Kuskokwim Bay im Süden des Yukon-Kuskokwim-Deltas an der Mündung des Kanektok River. Die meisten Einwohner sind Yup'ik-Indianer. Der Yup'ik-Name lautet Kuinneraq, was so viel bedeutet wie „neue Flussführung“. 

## Geschichte
Quinhagak ist ein altes Dorf, dessen Ursprung um 1000 n. Chr. liegt. 1826 berichtete Gavril Sarichev in einem Diagramm über das Dorf. Nach dem Kauf Alaskas von Russland 1867 lieferte die Alaska Commercial Company jährlich Lebensmittel an das Dorf. 1893 wurde eine Moravian-Mission errichtet. Zu dieser Zeit waren viele Ausländer im Dorf. 1905 wurde eine Post geöffnet, gefolgt von einer Schule 1909.

## Transport
Quinhagak ist auf Lufttransport angewiesen. Es existieren Pläne für einen Ausbau des 3,2 Kilometer östlich gelegenen Flugplatzes. Ein Hafen und ein Dock wurden vor Kurzem gebaut.